# Paskia
Paskia is een geslacht van wantsen uit de familie van de Helotrephidae. Het geslacht werd voor het eerst wetenschappelijk beschreven door Esaki & China in 1927.

## Soorten
Het genus is monotypisch en bevat alleen de volgende soort:

- Paskia minutissima Esaki & China, 1927